# 스토피니시

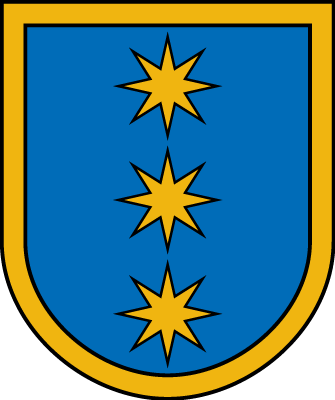
시 문장

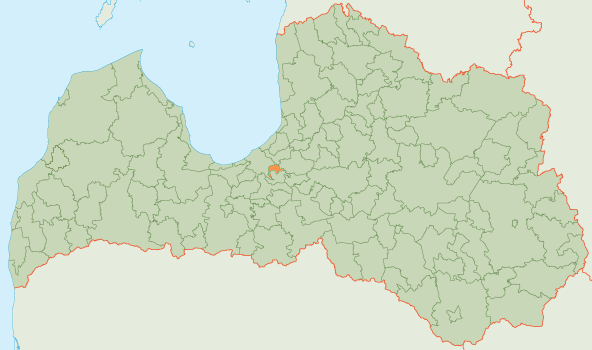
스토피니 시의 위치

스토피니시(라트비아어: Stopiņu novads)는 라트비아의 지방 자치체로 행정 중심지는 울브로카이며 면적은 53.5km2, 인구는 9,577명(2009년 기준), 인구 밀도는 180명/km2이다.

## 같이 보기
- 라트비아의 행정 구역